# Сергєєвка (Нижньогородська область)
Сергєєвка (рос. Сергеевка) — село в Большеболдинському районі Нижньогородської області Російської Федерації.
Населення становить 576 осіб. Входить до складу муніципального утворення Пермеєвська сільрада.

## Історія
Від 2009 року входить до складу муніципального утворення Пермеєвська сільрада.

## Населення
| 1999 | 2002 | 2010 |
| ---- | ---- | ---- |
| 623  | ↘591 | ↘576 |